# Johann Baptist von Weißbrod
Johann Baptist Weißbrod, ab 1848 Ritter von Weißbrod (* 14. November 1778 in Burghausen; † 14. Januar 1865 in München) war ein deutscher Geburtshelfer und Hochschullehrer.

## Leben
Weißbrod war Sohn eines Chirurgen. 1797 nahm er das Studium der Medizin auf und ging an die Universitäten von Ingolstadt, Jena und Wien, bevor er 1801 an der Universität Landshut zum Doktor promoviert wurde. Unter der Leitung des Leibarztes Harz wurde er zunächst praktischer Arzt in München, kam anschließend nach Mühldorf am Inn. Dort wurde er 1804 Landgerichtsarzt und verblieb annähernd zwanzig Jahre.
Weißbrod folgte 1821 einem Ruf als Professor der Geburtshilfe und gerichtlichen Medizin an die medizinisch-chirurgischen Schule nach München. 1826 wechselte er auf einen gleichnamigen Lehrstuhl an die Universität München. Außerdem wurde er zum königlichen Kreismedizinalrat sowie Mitglied des königlichen Medizinalkomitees ernannt. In den akademischen Jahren 1837/1838 sowie 1846/1847 war er Rektor der Universität.
Weißbrod galt als Anhänger der naturphilosophischen Richtung in der Medizin.
Der Historien- und Genremaler Johann Baptist Weißbrod war sein Enkel. Er lebte zeitweise bei ihm.

## Ehrungen
- 1842 Ernennung zum Geheimen Obermedizinalrat
- 1848 Ritterkreuz des Verdienstordens der Bayerischen Krone, verbunden mit der Nobilitierung (bayerischer Personaladel)[3]
- 1854 Ehrenkreuz des Ludwigsordens[4]

## Werke (Auswahl)
- Observatio pathologica reproductionis ossium, Poessenbacher, München 1831.
- Ueber die wissenschaftliche Bildung als Aufgabe der Hochschule, München 1846.
- Denkschrift über die Asiatische Cholera in sanitätspolizeilicher Beziehung nebst einem Anhange aphoristischer Bemerkungen über die Epidemie vom J. 1836 in München, Deschler, Leipzig und München 1852.
- Einige methodologische Worte über Theorie und Praktik der Geburtshilfe, Raiser, München 1853.
- Denkschrift über die orientalische Pest, Weiß, München 1853.
- Leitfaden der geburtshülflichen Klinik, Fleischmann, München 1855.